# Silene aellenii
Silene aellenii là loài thực vật có hoa thuộc họ Cẩm chướng. Loài này được Sennen miêu tả khoa học đầu tiên năm 1936.